# Park Kultury (Sokolnitjeskajalinjen)
Park Kultury (ryska: Комсомо́льская, "Kulturparken") är en tunnelbanestation på Sokolnitjeskajalinjen i Moskvas tunnelbana. Stationen ligger nära nöjes- och kulturparken Gorkijparken i centrala Moskva.
Park Kultury är en av de stationer som öppnades i det första steget av tunnelbanan i Moskva, den 15 maj 1935. Stationen är en trespanns pelarstation i två våningar, med fyra gångbroar ovanför plattformarna. Arkitekterna Krutikov och Popov inspirerades av antik grekisk arkitektur, längs plattformen står två rader marmorpelare krönta av gjutna kapitäl. Längs väggarna finns pilastrar, klädda i mörkt rosa mosaik. Gångbroarna har gjutna vita balustrader och marmorräcken. Väggarna i korridorerna som leder till vestibulerna är klädda i vit marmor.

## Byten
På Park Kultury kan man via rulltrappor byta till Park Kultury-stationen på ringlinjen. 

## Externa länkar

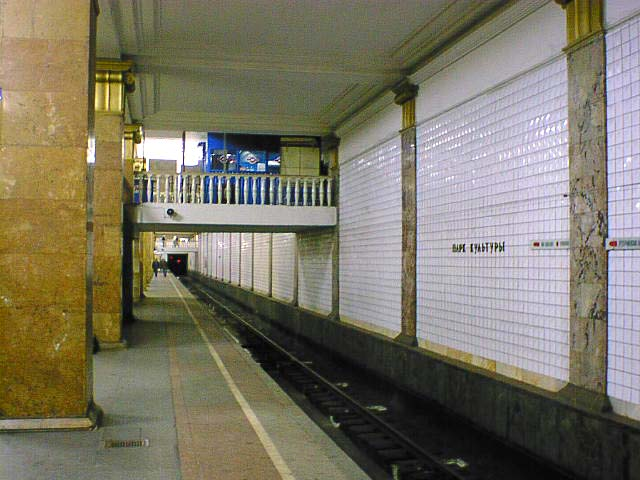
Gångbroar och pilastrar på Park Kultury.